# Estadio Villa Olímpica de Chía
El  Estadio Villa Olímpica de Chía, es el escenario principal de la Unidad Deportiva Villa Olímpica en el municipio de Chía, departamento de Cundinamarca.
El estadio fue sede del fútbol profesional colombiano desde 1999 con la llegada del entonces denominado Lanceros Fair Play, antiguo Lanceros Boyacá, que en 2003 fue renombrado como Chía Fútbol Club, equipo que existió hasta 2004 cuando su ficha fue vendida a Academia Fútbol Club de Bogotá.
En el 2020 regresó el fútbol profesional al escenario deportivo con los partidos como local de Fortaleza CEIF en la Liga Femenina de Colombia.